# Adidas Telstar
 Ovo je glavno značenje pojma Adidas Telstar. Za druga značenja pogledajte Telstar (razdvojba).
Telstar je ime nogometne lopte koju je njemačka tvrtka za izradu sportske opreme Adidas napravila za Svjetsko prvenstvo u nogometu 1970. u Meksiku  i Svjetsko prvenstvo u nogometu 1974. u Zapadnoj Njemačkoj. Predstavljena je 1968. godine, pod izvornom imenu Telstar Elast, na Europskom prvenstvu u Italiji.
Nogometna lopta je bila crno bijele boje i bila je vidljivija na crno bijelim televizorima. Ime lopte je proizašlo iz 'television star' – Telstar, što je bilo i ime TV satelita koji je prenosio utakmica.
Ovo je bila prva nogometna lopta u povijest, koja je koristila geometriju kao osnovu za svoj dizajn. Lopta je sadržavala 12 crnih peterokutnih i 20 bijelih šesterokutnih ploča, što je kasnije postao klasični i stereotipični izgled za nogometne lopte.
Lopta je bila napravljena od kože, ali je na površini imala tanak sloj, koji je štitio od vode.

## Galerija
- Adidas Telstar, 1970.
- Geometrija Adidas Telstara
- Nova inačica lopte za SP u Rusiji 2018., Adidas Telstar 18

## Vanjske poveznice
- R. B. Fuller's 1961 Patent[neaktivna poveznica]
- Povijest Adidas lopta